# Кочнев, Михаил Фёдорович
Михаил Фёдорович Кочнев (1923—1996) — советский инженер, организатор производства, Лауреат Государственной премии СССР.

## Биография
Родился в 1923 году в селе Четвертаково. Член КПСС.
Участник Великой Отечественной войны, выпускник МГМИ. С 1950 года — на хозяйственной, общественной и политической работе. В 1950—1996 гг. — мастер, начальник смены, начальник ЛПЦ-2 и ЛПЦ-5, главный прокатчик, начальник производственного и технического отделов ММК, главного инженер прокатного производства Кремиковского завода в НРБ, заместитель главного инженера по механизации и автоматизации Магнитогорского металлургического комбината. 
За разработку высокоэффективных систем регулирования профиля валков и модернизацию листовых станов с целью увеличения их производительности, улучшения качества продукции и экономии металла был в составе коллектива удостоен Государственной премии СССР в области науки и техники 1973 года.
Умер в Магнитогорске в 1996 году. Похоронен на Правобережном кладбище.